# Elena Golovina
Pour les articles homonymes, voir Golovine.
Elena Viktorovna Golovina (en russe : Елена Викторовна Головина), née le 16 février 1961 à Komarovo, est une biathlète sovietique puis russe. Elle a remporté neuf titres collectifs et trois médailles individuelles dont le titre du sprint en 1987 aux Championnats du monde. 
Elle remporte la Coupe du monde en 1989.

## Biographie
Elena Golovina fait ses débuts internationaux en 1985 en Coupe d'Europe, à Minsk, où elle gagne deux courses. Elle devient ensuite championne du monde de relais. Aux Championnats du monde 1987, elle est de nouveau victorieuse, gagnant son premier titre individuel au sprint et son deuxième en relais. Aux Championnats du monde 1988, elle est quatrième de l'individuel, mais sacrée sur le relais, tout comme aux Championnats du monde 1989, où elle double avec un titre par équipes. Cette saison-là, elle prend par tout au long de l'hiver à la Coupe du monde et remporte trois épreuves individuelles dont deux à Hämeenlinna, l'aidant à finir en tête du classement général, devenant la première non-scandinave à gagner cette compétition.
En 1989-1990, elle se place troisième de la Coupe du monde, avec deux victoires individuelles. Aux Mondiaux 1990, elle est de nouveau doublement titrée en relais et par équipes et prend la médaille d'argent sur l'individuel.
En 1991, elle porte son total de titres mondiaux à dix avec le relais et la course par équipes, soit le deuxième meilleur total féminin de l'histoire derrière Magdalena Neuner. Elle gagne aussi la médaille de bronze au sprint.
Après un dernier podium individuel à Antholz, elle participe aux Jeux olympiques d'hiver de 1992, sa dernière compétition internationale majeure.

## Palmarès

### Jeux olympiques d'hiver
| Épreuve / Édition   | Individuel | Sprint | Relais |
| ------------------- | ---------- | ------ | ------ |
| JO 1992 Albertville | 22e        | 20e    | -      |

### Championnats du monde
- Mondiaux 1985 à Egg am Etzel :
  -  Médaille d'or au relais 3 × 5 km.
- Mondiaux 1987 à Lahti :
  -  Médaille d'or sur le sprint 5 km.
  -  Médaille d'or au relais 3 × 5 km.
- Mondiaux 1988 à Chamonix :
  -  Médaille d'or au relais 3 × 5 km.
- Mondiaux 1989 à Feistritz :
  -  Médaille d'or au relais 3 × 5 km.
  -  Médaille d'or à la course par équipes.
- Mondiaux 1990 à Minsk et Oslo :
  -  Médaille d'or au relais 3 × 5 km.
  -  Médaille d'or à la course par équipes.
  -  Médaille d'argent sur l'individuel 15 km.
- Mondiaux 1991 à Lahti :
  -  Médaille d'or au relais 3 × 7,5 km.
  -  Médaille d'or à la course par équipes.
  -  Médaille de bronze en sprint 7,5 km.

### Coupe du monde
- Vainqueur du classement général en 1989.
- 14 podiums individuels : 8 victoires, 3 deuxièmes places et 3 troisièmes places[1].